# تاکایوکی تویومیتسو
تاکایوکی تویومیتسو (ژاپنی: 豊満 貴之؛ زادهٔ ۲ آوریل ۱۹۸۷) یک بازیکن فوتبال اهل ژاپن است.
از باشگاه‌هایی که در آن بازی کرده‌است می‌توان به باشگاه فوتبال ویسل کوبه اشاره کرد.